# Constance Lewes
Constance Edwina Lewis, CBE (anteriormente Constance Edwina Grosvenor: nascida Constance Edwina Cornwallis-West; Castelo de Ruthin, 16 de maio de 1877 – Hampshire, 21 de janeiro de 1970) também conhecida como Shelagh, era uma socialite inglesa.

## Duquesa de Westminster

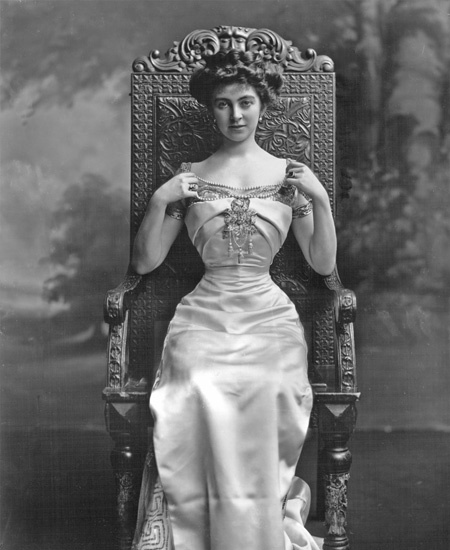
A Duquesa em 1907.

Constanc Cornwallis-West, foi filha mais nova de William e Mary Cornwallis-West. Ela estava muito perto de sua irmã, Margarida, Princesa de Pless. Em uma festa no Palácio de Blenheim, Mary perguntou o príncipe de Gales (mais tarde rei Eduardo VII) para convencer Hugh Grosvenor, 2.º Duque de Westminster, para se casar com sua filha. Os dois casaram em 16 de fevereiro 1901.  O duque foi um dos homens mais ricos do mundo. 
Eles tiveram três filhos:
- Lady Ursula Maria Olivia Grosvenor (21 de fevereiro 1902-1978), cujos descendentes são os únicos descendentes da Duquesa e do Duque
- Edward George Hugh Grosvenor, Conde Grosvenor (1904 - fevereiro de 1909)
- Lady Mary Constance Grosvenor (27 de junho 1910-7 de junho de 2000)

Em 1913, o Duque pediu a separação, mas, com a eclosão da Primeira Guerra Mundial, o casal voltaram sua atenção para o serviço da guerra, o Duque se juntou ao seu regimento e a duquesa patrocinou um hospital militar, situado num casino local.
Em 14 de janeiro de 1920, a ex-duquesa de Westminster casou secretamente com seu secretário particular e agente, o capitão John Fitzpatrick Lewis. Ela havia conhecido Lewis no início da guerra, enquanto ele estava sendo tratado em seu hospital em Le Touquet.  Eles não tiveram filhos. A ex-duquesa morreu aos 92 anos.

## Títulos e estilos
- 16 de maio de 1877 - 16 de fevereiro 1901: Srta. Constance Cornwallis-West
- 16 de fevereiro 1901 - 1913: Sua Graga a duquesa de Westminster
- 1913 - 14 de janeiro de 1920: Constance, duquesa de Westminster
- 14 de janeiro de 1920 - 21 de janeiro de 1970: Sra. John Fitzpatrick Lewis